# اسفین
اسفین (تفرش)، روستایی از توابع بخش فراهان شهرستان تفرش در استان مرکزی ایران است.

## جمعیت
این روستا در دهستان فرمهین قرار دارد و براساس سرشماری مرکز آمار ایران در سال ۱۳۸۵، جمعیت آن ۱۲۸ نفر (۳۹خانوار) بوده‌است.